# 女王区 (贝尔法斯特)

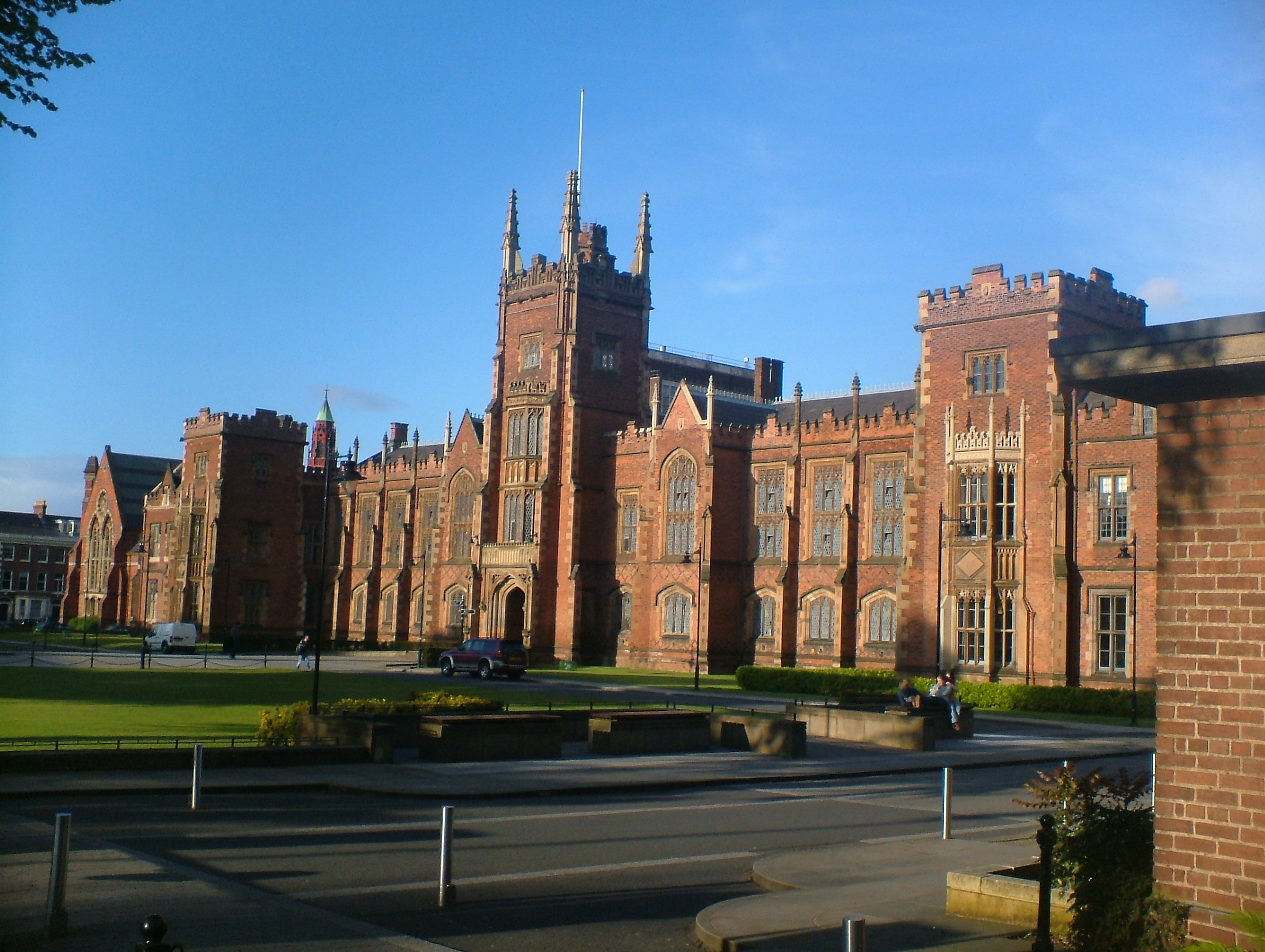
兰阳大厦

女王区（Queen's Quarter），又名大学区（University Quarter），是北爱尔兰贝尔法斯特最南面的一个区，得名于北爱尔兰最大的大学贝尔法斯特女王大学。该区的中心是大学的主楼兰阳大厦，由建筑师查尔斯·兰阳爵士设计。
许多文化活动在该区举办。
该区大部分地区靠近植物园，面积28-英畝（110,000-平方），于1828年开业。北爱尔兰最大的博物馆，阿尔斯特博物馆，位于该区，毗邻一座前修道院，这是贝尔法斯特最古老的基督教遗址之一。